# Municipalità di Kentish
La municipalità di Kentish è una delle 29 local government areas che si trovano in Tasmania, in Australia. Essa si estende su di una superficie di 1 187 chilometri quadrati e ha una popolazione di 5 965 abitanti. La sede del consiglio si trova a Sheffield.